# Держави-члени ЮНЕСКО

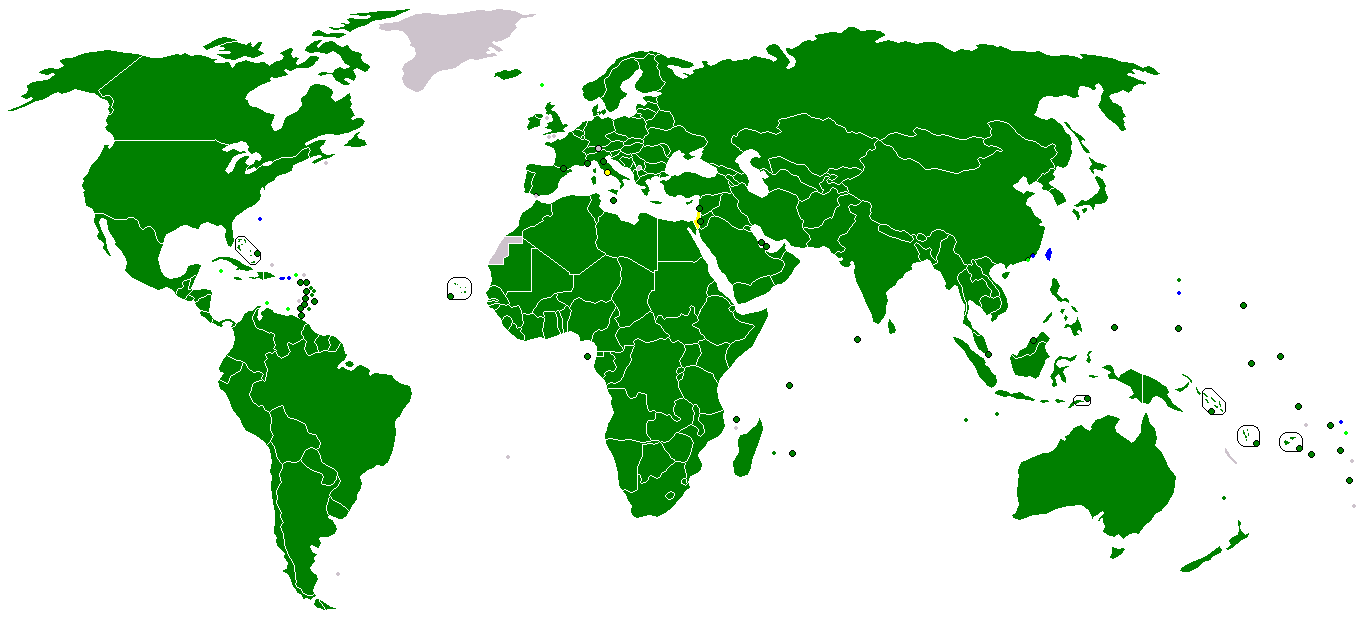
Члени ЮНЕСКО
Територія члена ЮНЕСКО з окремим НОК
Асоційований член ЮНЕСКО

Станом на січень 2020 року Членами ЮНЕСКО є 193 країни-члени та 11 асоційованих членів. Деякі країни мають Національні організаційні комітети (НОК) для своїх володінь. Асоційовані члени це залежні держави.
Членство в ЮНЕСКО регулюється статтями II і XV Статуту та правилами 98-101 Правил процедури Генеральної конференції. Членство в Організації Об'єднаних Націй дає право на членство в ЮНЕСКО.
Три держави-члени ЮНЕСКО не є членами ООН: Ніуе, Острови Кука та Палестина, а член ООН Ліхтенштейн не є членом ЮНЕСКО. У 2017 році Ізраїль та США заявили про вихід з організації і 1 січня 2019 офіційно вийшли.

## Члени
Членами ЮНЕСКО є 193 країни. Нижче наведено їх перелік та дати приєднання: 
- Австралія (4 листопада 1946)
- Австрія (13 серпня 1948)
- Азербайджан (3 червня 1992)
- Албанія (16 жовтня 1958)
- Алжир (15 жовтня 1962)
- Ангола (11 березня 1977)
- Андорра (20 жовтня 1993)
- Антигуа і Барбуда (15 липня 1982)
- Аргентина (15 вересня 1948)
- Афганістан (4 травня 1948)
- Багамські Острови (23 квітня 1981)
- Багамські Острови (18 січня 1972)
- Бангладеш (27 жовтня 1972)
- Барбадос (24 жовтня 1968)
- Беліз (10 травня 1982)
- Бельгія (29 листопада 1946)
- Бенін (18 жовтня 1960)
- Білорусь (12 травня 1954)
- Болгарія (17 травня 1956)
- Болівія (13 листопада 1946)
- Боснія і Герцеговина (2 червня 1993)
- Ботсвана (16 січня 1980)
- Бразилія (4 листопада 1946)
- Бруней (17 березня 2005)
- Буркіна-Фасо (14 листопада 1960)
- Буркіна-Фасо (16 листопада 1962)
- Бутан (13 квітня 1982)
- Вануату (10 лютого 1994)
- Велика Британія (1 липня 1997)
  - окремий НОК для  Бермудські Острови
- Венесуела (25 листопада 1946)
- В'єтнам (6 липня 1951)
- Вірменія (9 червня 1992)
- Габон (16 листопада 1960)
- Гаїті (18 листопада 1946)
- Гамбія (1 серпня 1973)
- Гана (11 квітня 1958)
- Гаяна (21 березня 1967)
- Гватемала (2 січня 1950)
- Гвінея (2 лютого 1960)
- Гвінея-Бісау (1 листопада 1974)
- Гондурас (16 грудня 1947)
- Гренада (17 лютого 1975)
- Греція (4 листопада 1946)
- Грузія (7 жовтня 1992)
- Данія (4 листопада 1946)
- ДР Конго (25 листопада 1960)
- Джибуті (31 серпня 1989)
- Домініка (9 січня 1979)
- Домініканська Республіка (4 листопада 1946)
- Еквадор (22 січня 1947)
- Екваторіальна Гвінея (29 листопада 1979)
- Еритрея (2 вересня 1993)
- Естонія (14 жовтня 1991)
- Ефіопія (1 липня 1955)
- Єгипет (4 листопада 1946)
- Ємен (2 квітня 1962)
- Замбія (9 листопада 1964)
- Зімбабве (22 вересня 1980)
- Індія (4 листопада 1946)
- Індонезія (27 травня 1950)
- Ірак (21 жовтня 1948)
- Іран (6 вересня 1948)
- Ірландія (3 жовтня 1961)
- Ісландія (8 червня 1964)
- Іспанія (30 січня 1953)
- Італія (27 січня 1948)
- Йорданія (14 червня 1950)
- Кабо-Верде (15 лютого 1978)
- Казахстан (22 травня 1992)
- Камбоджа (3 липня 1951)
- Камерун (11 листопада 1960)
- Канада (4 листопада 1946)
- Катар (27 січня 1972)
- Кенія (7 квітня 1964)
- Киргизстан (2 червня 1992)
- Кіпр (6 лютого 1961)
- Кірибаті (24 жовтня 1989)
- КНР (4 листопада 1946)
  - окремий НОК для  Гонконг
- Колумбія (31 жовтня 1947)
- Коморські Острови (22 березня 1977)
- Коста-Рика (19 травня 1950)
- Кот-д'Івуар (27 жовтня 1960)
- Куба (29 серпня 1947)
- Кувейт (18 листопада 1960)
- Лаос (9 липня 1951)
- Латвія (14 жовтня 1991)
- Лесото (29 вересня 1967)
- Литва (7 жовтня 1991)
- Ліван (4 листопада 1946)
- Ліван (6 березня 1947)
- Лівія (27 червня 1953)
- Люксембург (27 жовтня 1947)
- Маврикій (25 жовтня 1968)
- Мавританія (10 січня 1962)
- Мадагаскар (10 листопада 1960)
- Малаві (27 жовтня 1964)
- Малайзія (16 червня 1958)
- Малі (7 листопада 1960)
- Мальдіви (18 липня 1980)
- Мальта (10 лютого 1965)
- Марокко (7 листопада 1956)
- Маршаллові Острови (30 червня 1995)
- Мексика (4 листопада 1946)
- Мозамбік (11 жовтня 1976)
- Молдова (27 травня 1992)
- Монако (6 липня 1949)
- Монголія (1 листопада 1962)
- М'янма (27 червня 1949)
- Намібія (2 листопада 1978)
- Науру (17 жовтня 1996)
- Непал (1 травня 1953)
- Нігер (10 листопада 1960)
- Нігерія (14 листопада 1960)
- Нідерланди (1 січня 1947)
- Нікарагуа (22 лютого 1952)
- Німеччина (11 липня 1951)
- Ніуе (26 жовтня 1993)
- Нова Зеландія (4 листопада 1946)
- Норвегія (4 листопада 1946)
- ОАЕ (20 квітня 1972)
- Оман (10 лютого 1972)
- Острови Кука (25 жовтня 1989)
- Пакистан (14 вересня 1949)
- Палау (20 вересня 1999)
- Палестина (23 листопада 2011)
- Панама (10 січня 1950)
- Папуа Нова Гвінея (4 жовтня 1976)
- ПАР (12 грудня 1994)
- Парагвай (20 червня 1955)
- Перу (21 листопада 1946)
- Південна Корея (14 червня 1950)
- Південний Судан (27 жовтня 2011)[5]
- Північна Корея (18 жовтня 1974)
- Польща (6 листопада 1946)
- Португалія (11 вересня 1974)
- Республіка Конго (24 жовтня 1960)
- Північна Македонія (28 червня 1993)
- Росія (21 квітня 1954)
- Руанда (7 листопада 1962)
- Румунія (27 липня 1956)
- Сальвадор (28 квітня 1948)
- Самоа (3 квітня 1981)
- Сан-Марино (12 листопада 1974)
- Сан-Томе і Принсіпі (22 січня 1980)
- Саудівська Аравія (4 листопада 1946)
- Есватіні (25 січня 1978)
- Сейшельські Острови (18 жовтня 1976)
- Сенегал (10 листопада 1960)
- Сент-Вінсент і Гренадини (14 січня 1983)
- Сент-Кіттс і Невіс (26 жовтня 1983)
- Сент-Люсія (6 березня 1980)
- Сербія (20 грудня 2000)
- Сирія (16 листопада 1946)
- Сінгапур (8 жовтня 2007)
- Словаччина (9 лютого 1993)
- Словенія (27 травня 1992)
- Соломонові Острови (7 вересня 1993)
- Сомалі (15 листопада 1960)
- Судан (26 листопада 1956)
- Суринам (16 липня 1976)
- Східний Тимор (5 червня 2003)
- Сьєрра-Леоне (28 березня 1962)
- Таджикистан (6 квітня 1993)
- Таїланд (1 січня 1949)
- Танзанія (6 березня 1962)
- Того (17 листопада 1960)
- Тонга (29 вересня 1980)
- Тринідад і Тобаго (2 листопада 1962)
- Тувалу (21 жовтня 1991)
- Туніс (8 листопада 1956)
- Туреччина (4 листопада 1946)
- Туркменістан (17 серпня 1993)
- Уганда (9 листопада 1962)
- Угорщина (14 вересня 1948)
- Узбекистан (26 жовтня 1993)
- Україна (12 травня 1954)
- Уругвай (8 листопада 1947)
- Федеративні Штати Мікронезії (19 жовтня 1999)
- Фіджі (14 липня 1983)
- Філіппіни (21 листопада 1946)
- Фінляндія (10 жовтня 1956)
- Франція (4 листопада 1946)
- Хорватія (1 червня 1992)
- Центральноафриканська Республіка (11 листопада 1960)
- Чад (19 грудня 1960)
- Чехія (22 лютого 1993)
- Чилі (7 липня 1953)
- Чорногорія (1 березня 2007)
- Швейцарія (28 січня 1949)
- Швеція (23 січня 1950)
- Шрі-Ланка (14 листопада 1949)
- Ямайка (7 листопада 1962)
- Японія (2 липня 1951)

На 2015 рік Ліхтенштейн не є членом ЮНЕСКО, але вони мають НОК.
Колишні члени:
- Ізраїль (16 вересня 1949–31 грудня 2018)[6]
- США (4 листопада 1946–31 грудня 1984; 1 жовтня 2003–31 грудня 2018)[6]
  - включаючи окремі НОК для  Американське Самоа,  Гуам, Північні Маріанські Острови,  Пуерто-Рико та  Американські Віргінські Острови

Причиною виходу двох країн стало упереджене ставлення організації до Ізраїлю.

## Асоційовані члени
- Ангілья (5 листопада 2013)
- Аруба (20 жовтня 1987)
- Британські Віргінські Острови (24 листопада 1983)
- Кайманові Острови (30 жовтня 1999)
- Кюрасао (25 жовтня 2011)
- Макао (25 жовтня 1995)
- Монтсеррат (3 листопада 2015)
- Нова Каледонія (30 жовтня 2017)
- Сінт-Мартен (25 жовтня 2011)
- Токелау (15 жовтня 2001)
- Фарерські острови (12 жовтня 2009)

## Спостерігачі
Статус спостерігача ЮНЕСКО мають 3 держави та 10 урядових організацій:
- Ватикан
- Мальтійський орден
- США (1 грудня 2019) - після виходу з організації зберегли за собою статус спостерігача[9].

Організації:
- Європейський Союз
- Рада Європи
- Африканський Союз
- Організація Арабської Ліги з питань освіти, науки і культури
- Латинський Союз
- Латинський Американський інститут соціальних наук
- Ісламська організація з питань освіти, науки і культури
- Міжамериканський банк розвитку
- Ліга арабських держав
- Організація іберійсько-американських держав